# Menselijke biologie
De menselijke biologie is een academisch gebied dat zich op de studie van biologie van de mens concentreert; het is nauw verwant aan de primaatbiologie en een aantal andere gebieden. 
Een volwassen mens  van 75 kg bestaat uit ongeveer 60 biljoen cellen. De gemiddelde massa van een cel is dan dus 1,25 ng (nanogram). In het menselijk lichaam is de eicel een van de grootste cellen, met een diameter tussen de 100 en 200 µm, en daarmee zichtbaar met het blote oog. Menselijke zaadcellen hebben een kop van 5 bij 3 µm en een zweepstaartje van 50 µm lang.
Alhoewel de mens een meercellig organisme is, is de basis van veel levensprocessen fundamenteel hetzelfde als in eenvoudige eencellige organismen. 
Een menselijk wezen is aanvankelijk enkel één cel (een bevruchte eicel), maar in tegenstelling tot unicellulaire organismen splitst deze cel zich niet in nieuwe onafhankelijke organismen, maar splitst het zich om een embryo te vormen. Het vroege embryo wordt samengesteld uit stamcellen. Tijdens het proces van celdifferentiatie worden bepaalde genen geactiveerd, terwijl andere genen worden uitgeschakeld. Dit proces is ingewikkeld geregeld. Dientengevolge zal een bepaalde cel specifieke structuren ontwikkelen en zal bepaalde functies uitoefenen. De differentiatie kan veranderingen in talrijke aspecten van celfysiologie tot gevolg hebben; de grootte, vorm, polariteit, metabolische activiteit en ontvankelijkheid voor signalen kunnen alle tijdens differentiatie veranderen. 
Eenmaal ontwikkeld wordt het menselijke lichaam samengesteld uit vele verschillende typen cellen. Groepen cellen die een gelijkaardige functie uitoefenen zijn weefsels. Zo maken de spiercellen spierweefsel. De groepen weefsels die één of andere functie uitoefenen vormen organen en de groepen verwante organen vormen orgaansystemen. Het menselijke lichaam is afhankelijk van alle orgaansystemen om te overleven en te reproduceren.
Als soort zijn mensen zeer verwant aan de overige primaten. Het grootste verschil tussen de mens en andere primaten zijn de verder geëvolueerde hersenen van mensen en het gedrag.
Voor een opsomming van belangrijke orgaansystemen van het menselijke lichaam: zie menselijke anatomie.